# Art (Philosophie)
Art (synonym: Artbegriff; lateinisch species) nennt man in der Logik einen Begriff, der aus gemeinsamen Merkmalen von Individualbegriffen gebildet ist. Diese Gemeinsamkeit von Merkmalen trifft auch auf andere gleichrangige Artbegriffe zu. Aufgrund solcher gleichrangiger Klassen begrifflicher Gegenstände entstehen höhere Gattungsbegriffe.

## Allgemeines
Artbegriffe sind somit hierarchisch gegliedert. Sie stehen hierarchisch unterhalb der Gattungsbegriffe und weisen einen kleineren Begriffsumfang auf als diese, vgl. Arbor porphyriana. So sind z. B. die stumpfwinkligen Dreiecke eine Art, die zur Gattung der Dreiecke gehört. Die Art ist eine von den fünf durch Porphyrios geprägten Prädikabilien.
Diese Systematik findet ihre herkömmliche Anwendung insbesondere in der Biologie und den dort bekannten biologischen Arten, aber auch in der Theologie, Medizin, Mathematik, Naturwissenschaft und Geometrie.
|                      |                      |                      |                      |                      |                      |  |  |  |  | Gattung (z. B. Lebewesen)                       |                                                 |                                                 |                                                 |                                                 |                                                 |  |  |  |  |                      |                      |                      |                      |                      |                      |
|                      |                      |                      |                      |                      |                      |  |  |  |  |                                                 |                                                 |                                                 |                                                 |                                                 |                                                 |  |  |  |  |                      |                      |                      |                      |                      |                      |
|                      |                      |                      |                      |                      |                      |  |  |  |  |                                                 |                                                 |                                                 |                                                 |                                                 |                                                 |  |  |  |  |                      |                      |                      |                      |                      |                      |
| Art 1 (z. B. Mensch) | Art 1 (z. B. Mensch) | Art 1 (z. B. Mensch) | Art 1 (z. B. Mensch) | Art 1 (z. B. Mensch) | Art 1 (z. B. Mensch) |  |  |  |  | artbildender Unterschied (z. B. vernunftbegabt) | artbildender Unterschied (z. B. vernunftbegabt) | artbildender Unterschied (z. B. vernunftbegabt) | artbildender Unterschied (z. B. vernunftbegabt) | artbildender Unterschied (z. B. vernunftbegabt) | artbildender Unterschied (z. B. vernunftbegabt) |  |  |  |  | Art 2 (z. B. Bonobo) | Art 2 (z. B. Bonobo) | Art 2 (z. B. Bonobo) | Art 2 (z. B. Bonobo) | Art 2 (z. B. Bonobo) | Art 2 (z. B. Bonobo) |
| Art 1 (z. B. Mensch) | Art 1 (z. B. Mensch) | Art 1 (z. B. Mensch) | Art 1 (z. B. Mensch) | Art 1 (z. B. Mensch) | Art 1 (z. B. Mensch) |  |  |  |  | artbildender Unterschied (z. B. vernunftbegabt) | artbildender Unterschied (z. B. vernunftbegabt) | artbildender Unterschied (z. B. vernunftbegabt) | artbildender Unterschied (z. B. vernunftbegabt) | artbildender Unterschied (z. B. vernunftbegabt) | artbildender Unterschied (z. B. vernunftbegabt) |  |  |  |  | Art 2 (z. B. Bonobo) | Art 2 (z. B. Bonobo) | Art 2 (z. B. Bonobo) | Art 2 (z. B. Bonobo) | Art 2 (z. B. Bonobo) | Art 2 (z. B. Bonobo) |

## Logik
Der Artbegriff ist in der Logik dem übergeordneten Gattungsbegriff untergeordnet, kann aber auch selbst wieder Gattungsbegriff der ihm untergeordneten Arten sein.

## Andere Fachgebiete
In der Biologie gibt es eine allgemein angewandte hierarchische Taxonomie, die sich unter anderem über Klasse, Ordnung, Familie, Gattung und Art fortsetzt. Die Art ist hier die Grundeinheit der biologischen Systematik und ein Resultat der Artbildung.  